# Matrijs (biologie)

Schematische voorstelling van de transcriptie. Het enzym RNA-polymerase schuift langs de matrijsstreng. Deze dient als een sjabloon voor de polymerisatie van een complementair RNA-transcript.

Matrijs (Engels: template) is een term uit de moleculaire biologie die gebruikt wordt om te verwijzen naar een DNA- of RNA-streng waarvan de nucleotidevolgorde als 'sjabloon' dient voor de synthese van een complementaire streng.
Tijdens de transcriptie wordt een van de strengen in het DNA bijvoorbeeld gebruikt als een matrijs voor de synthese van een RNA-transcript. De andere streng in het DNA wordt hierbij meestal aangeduid als de coderende streng, omdat de nucleotidecode bijna precies hetzelfde is als het gesynthetiseerde RNA. Het enige verschil is dat thymine vervangen is door uracil.

## Centraal dogma

### Replicatie
In het geval van replicatie van DNA wordt de helix ofwel het dubbelstrengs-DNA door enzymen gescheiden. Het DNA is semiconservatief wat betekent dat elk van de twee strengen als matrijs dient voor de synthese van een nieuwe complementaire streng. De kopie wordt gemaakt door de DNA-polymerase die de nucleotiden achter elkaar plaatst langs de matrijs. Hierbij worden complementaire basenparen gevormd waarin de complementariteit van de basen gerespecteerd wordt met in de nieuwe en oude streng adenine gepaard met thymine en guanine met cytosine.

### Transcriptie
Wordt het DNA getranscribeerd, dan vormt het DNA de matrijs voor een nieuwe mRNA-streng. Deze kopieën worden gemaakt door de (DNA-afhankelijke) RNA-polymerase die ook hier de complementariteit respecteert, maar dan met uracil in plaats van thymine. RNA bevat als een van de vier basen, uracil in plaats van thymine.

### Translatie
Ook translatie maakt gebruik van een matrijs, maar dan van RNA, waarbij door ribosomen de juiste aminozuren na elkaar in de eiwitketen worden geplaatst al naargelang de codons die elkaar opvolgen op het mRNA.
De hierboven beschreven matrijzen werken volgens het centrale dogma. 

## Uitzonderingen

### Virussen
- RNA-virussen bezitten een RNA-afhankelijke RNA-polymerase waarmee ze hun eigen enkelstrengs-RNA, dat als matrijs dient, kopiëren voor het aanmaken van nieuw enkelstrengs-RNA.
- Retrovirussen gebruiken hun eigen RNA als matrijs voor de productie van een DNA-kopie die gemaakt wordt door het enzym reverse-transcriptase. Deze kopie wordt als matrijs-DNA gebruikt om een dubbelstrengs-DNA van te synthetiseren dat zich vervolgens in het genoom van de gastheer voegt.

In het genoom van eukaryoten bevinden zich retrotransposons die met behulp van reverse-trascriptase kunnen vermenigvuldigen en door het genoom kunnen rondgaan door zich ergens anders weer in te voegen. Deze worden ook wel springende genen (jumping genes) genoemd. RNA kan ook als matrijs dienen voor de reparatie van DNA, waarbij de reverse-transcriptase cDNA synthetiseert. RNA dient ook als matrijs in de synthese van telomeren, waar DNA gesynthetiseerd wordt aan de uiteinden van het chromosoom. In afwezigheid van primers op die plekken, kan de DNA-polymerase niet verder. De telomerase, die een reverse-transcriptase is, kan enkelstrengs-DNA synthetiseren met zijn 'eigen' RNA als template.

## PCR
Met de techniek polymerasekettingreactie (polymerase chain reaction; PCR), wordt gebruikgemaakt van matrijzen van DNA en RNA om deze in de reageerbuis te amplificeren. Op deze manier is het mogelijk om van bijzonder kleine hoeveelheden monsters en sporen toch genoeg DNA en RNA te krijgen om vervolgens te kunnen analyseren in het laboratorium.